# La Jonchère

La Jonchère este o comună în departamentul Vendée, Franța. În 2009 avea o populație de 385 de locuitori.